# John William Clark Watson
John William Clark Watson (* 27. Februar 1808 im Albemarle County, Virginia; † 24. September 1890 in Holly Springs, Mississippi) war ein US-amerikanischer Politiker. Er vertrat den Staat Mississippi während des Sezessionskrieges als Senator im Konföderiertenkongress.
Watson war vor der Sezession der Südstaaten nicht politisch aktiv. Im November 1863 wurde er dann für Mississippi in den zweiten Konföderiertenkongress gewählt. Er nahm im Senat den Platz des ausgeschiedenen James Phelan ein. Dort verblieb er vom 18. Februar 1864 bis zum 10. Mai 1865, als die Konföderation kapitulierte.
Nach Kriegsende schied Watson aus der Politik aus. Von 1876 bis 1882 war er als Richter am Staatsgerichtshof von Mississippi tätig. Er starb 1890 in Holly Springs, wo er auch beigesetzt wurde.